# Tafea

Tafea i Vanuatu

Tafea är en provins i Vanuatu. Dess huvudstad är Isangel. Den har en yta på 1 628 km2, och den hade 33 979 invånare år 2013. Namnet Tafea är en akronym för de fem huvudöarna som utgör provinsen: Tanna, Aneityum, Futuna, Erromango och Aniwa. 
En av de fem huvudöarna; Aneityum blev den första ön i världen där malaria blev utrotad genom WHO:s försorg. Detta skedde år 2000 då inga spår efter malariaparasiten Plasmodium falciparum kunde skönjas längre i öbornas blodprover. Redan 1996 försvann malariaparasiten Plasmodium vivax. Professor Akira Kaneko var initiativtagare till utrotningsprojektet och ledde senare forskargruppen som utrotade malarian. Innan projektet startade bar cirka 30 procent av öns befolkning på en malariaparasit.